# 止衝擋

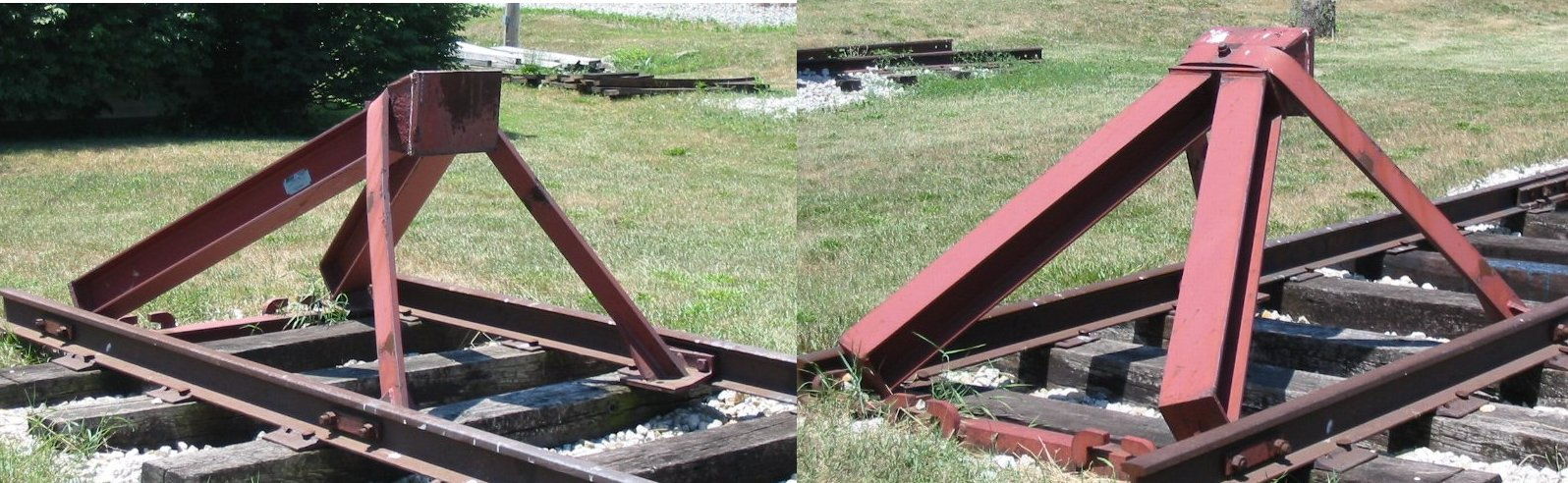
一座位於美國印第安那州林登鎮的止衝擋

止衝擋（Buffer stop，美式英語稱作bumper），是防止鐵路列車駛過軌道末端而出軌的設備。

## 類型

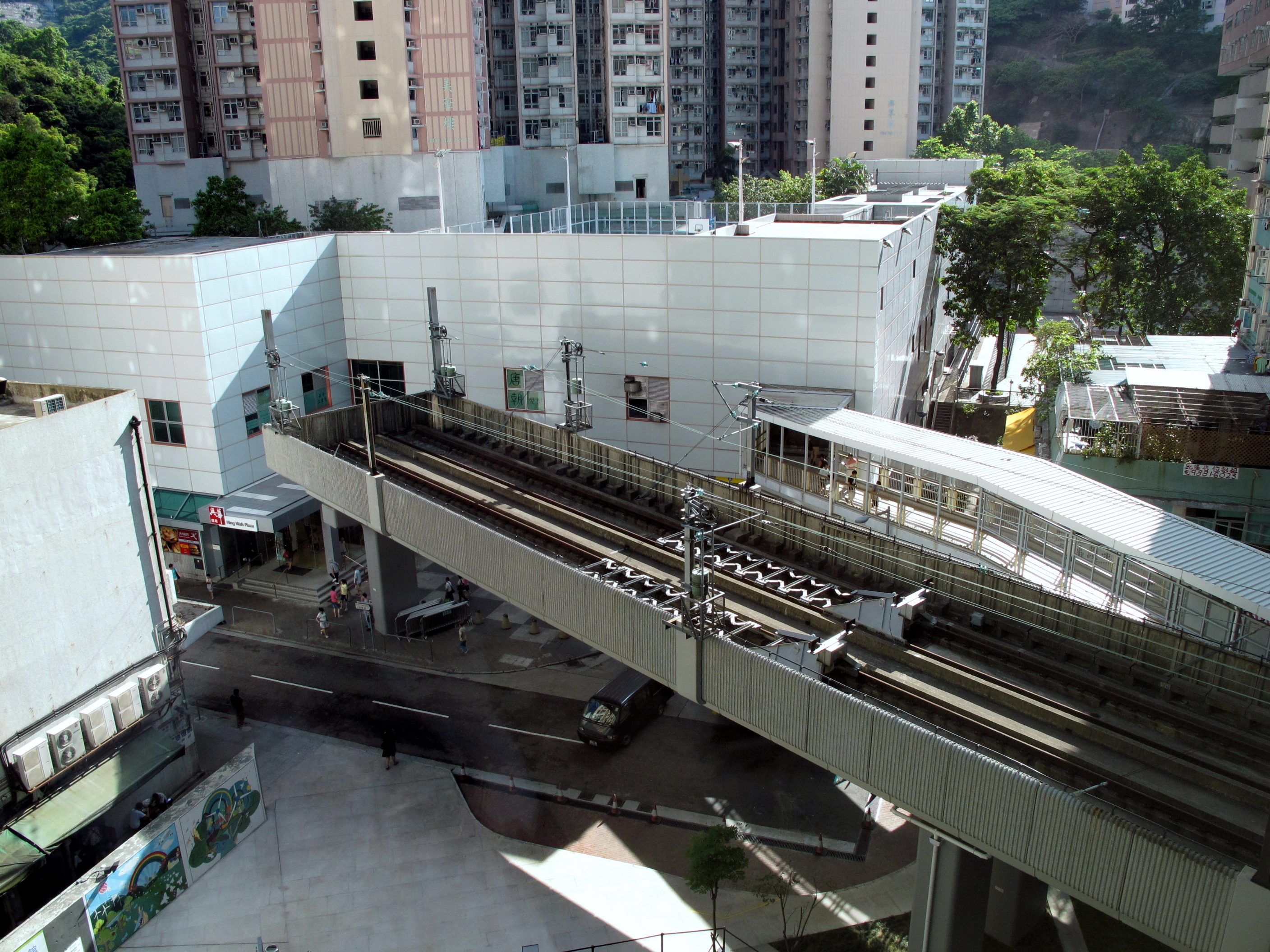
港鐵港島線柴灣站軌道東端盡頭的止衝擋

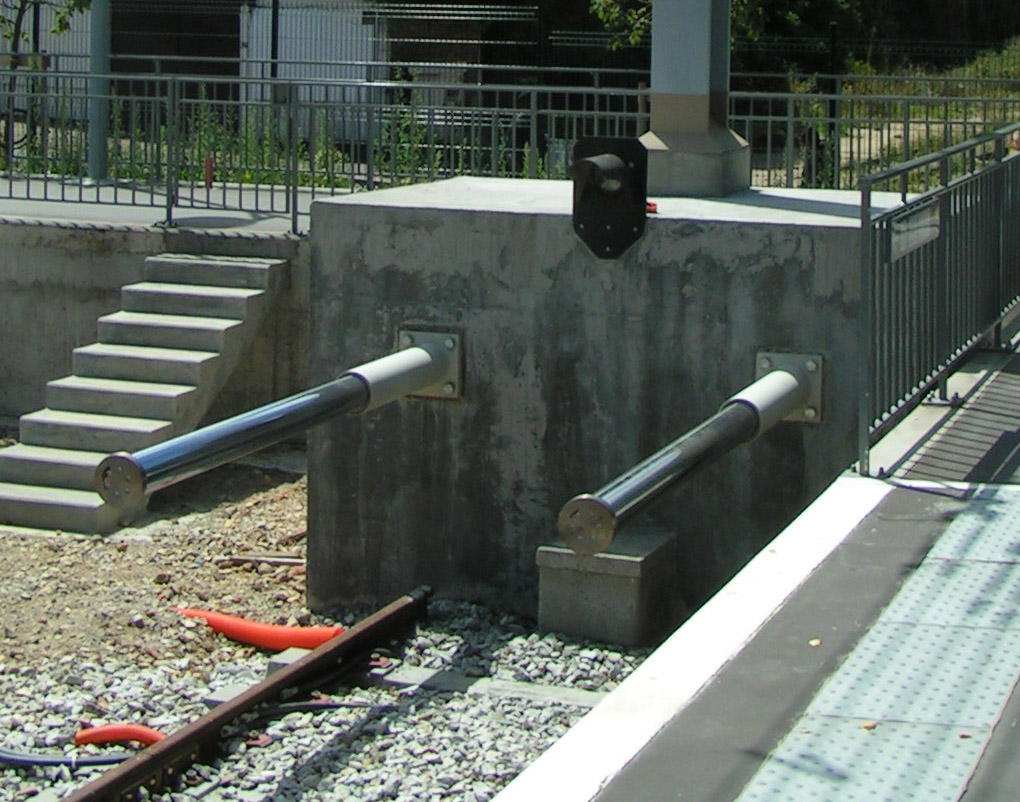
一座位於法國的動能消耗型止衝擋

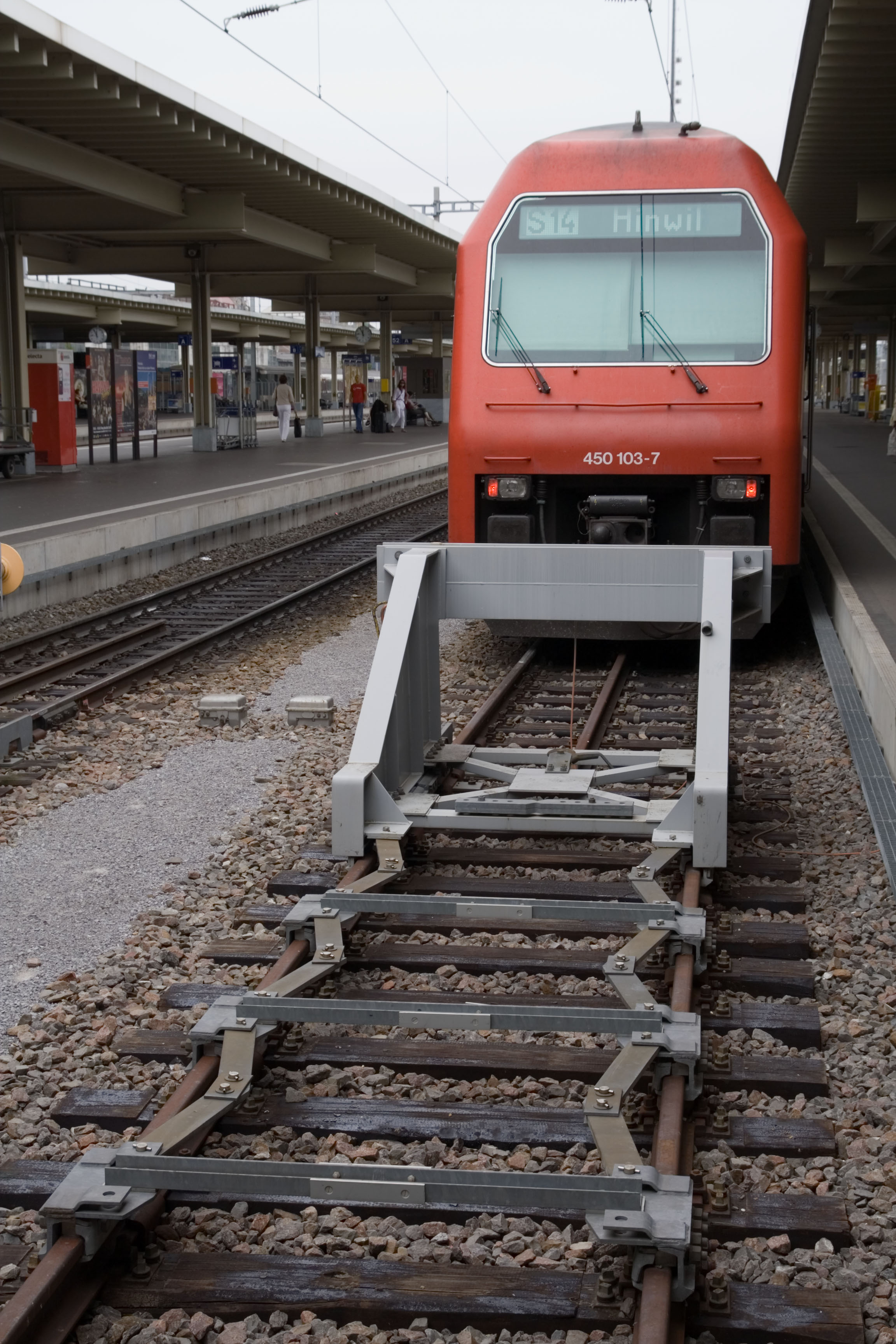
圖中的止衝擋設計成能移動7公尺，使一列以15 km/h的850人列車停下而不傷及車體及乘客

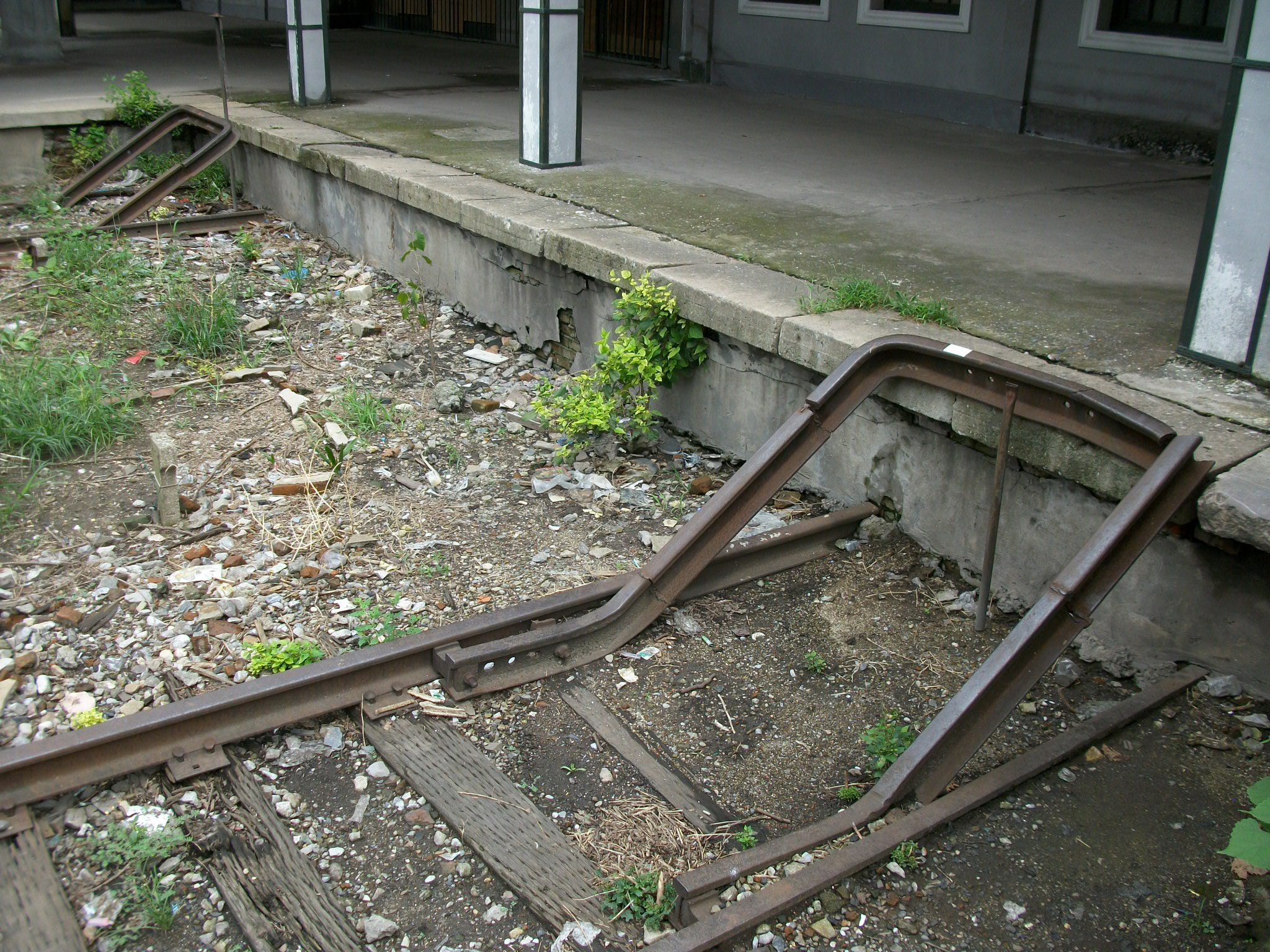
南京北站的简易车挡器

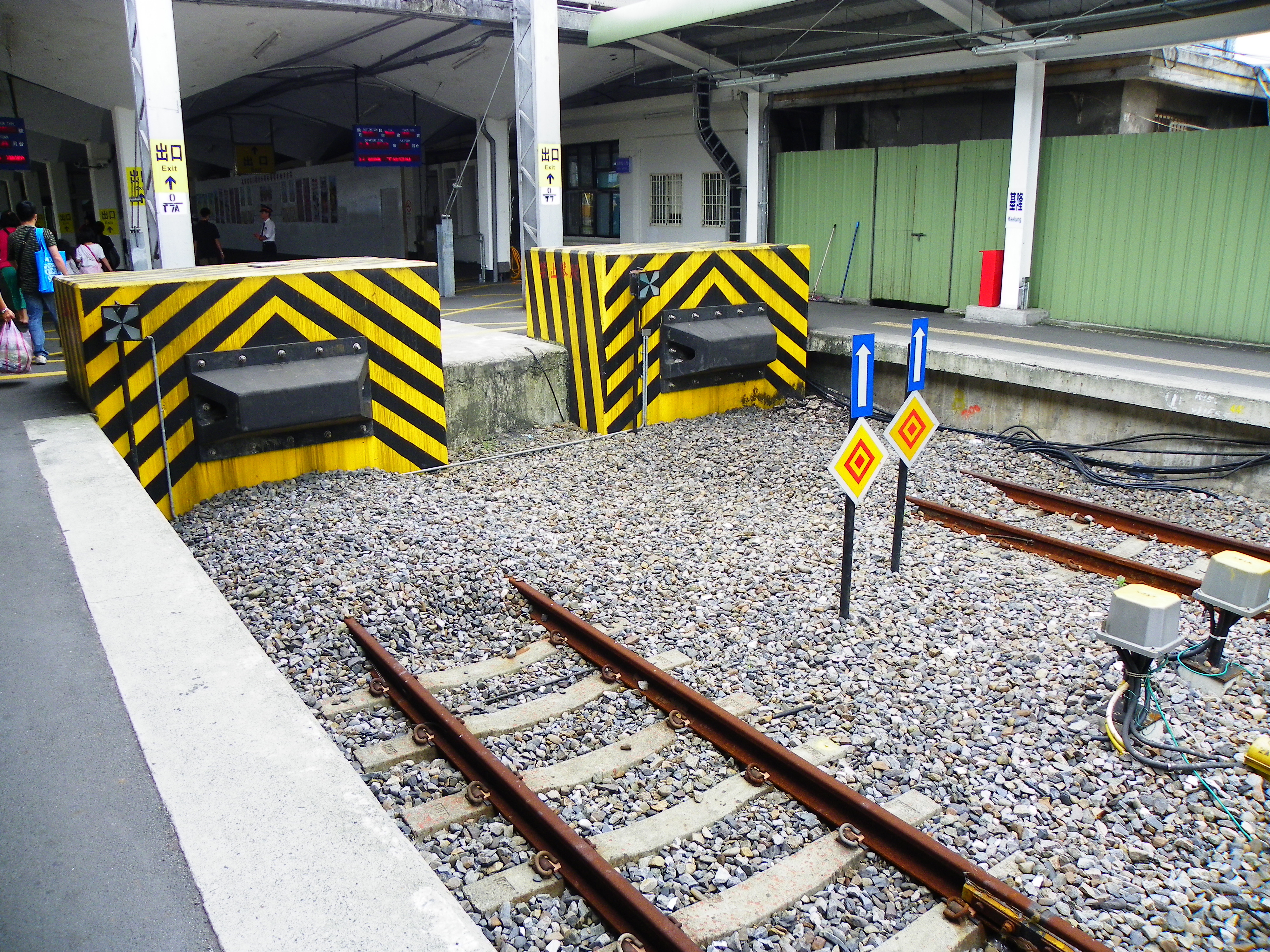
基隆車站的止衝擋

止衝擋目前已依據列車採用之車廂連結裝置的不同，而發展出以下數種類型：
- 附有防爬器（Anticlimber）的止衝擋
- 用於車鉤關節（coupler knuckle）的止衝擋（通常設於兩軌中央）
- 在兩段各設有一個緩衝器的止衝擋
- 油壓型的止衝擋
- 摩擦型的止衝擋（閂在軌道上方）

以大眾運輸系統（尤其是地下鐵路）的角度而言，撞上止衝擋通常意味著重大的損害，因為大量乘客受傷的可能性及隧道內部空間的局限。有鑑於此，運用於大眾捷運系統的止衝擋會有內建的防爬裝置，能使車輛相互密合，避免碰撞車輛相互攀爬堆疊。通常具有獨特的鰭狀外表。
若止衝擋距離軌道末端仍有若干距離，則還會加上砂石或道碴來加強使列車減速的效果。一場有名的案例就是發生於1975年2月28日的倫敦地鐵沼澤門地鐵撞車事故，列車衝進隧道末端，造成43人死亡。

### 能量消耗型
一列列車通常由於本身的質量和速度，而在撞上止衝擋時轉換了極大的動能，然而再堅固的止衝擋也難以應付高速撞擊帶來的影響。為了改善這種情形，便需要有透過壓縮和摩擦來使能量消耗的方法。在1902年一場發生於德國法蘭克福的止衝擋意外後，著名的鐵路設備製造商Rawie便發展出了數種能吸收動能的止衝擋。類似的油壓型止衝擋則由英國的Ransomes & Rapier研發出來。

### 例子
- 德黑蘭的拉賈列車基地（Raja Trains Depot）
  - 停車速度：20 km/h
  - 停車距離：20m [1][2]

## 外部連結
- 臺北捷運報導 第 256 期 軌道工程末端停車安全設備